# Raffaele Gervasio
Raffaele Gervasio (Torre Pelosa, 26 luglio 1910 – Roma, 4 luglio 1994) è stato un compositore italiano attivo nei molteplici ambiti della musica pura e di quella applicata.

## Biografia
Raffaele Gervasio nasce a Bari  nel 1910, figlio di Michele, noto archeologo e direttore del museo archeologico di Bari. Nel capoluogo pugliese inizia i suoi studi musicali nel 1923 presso il Liceo musicale 'Niccolò Piccinni' con i maestri Don Cesare Franco (armonia), Italo Delle Cese (pianoforte) e la giovanissima Gioconda De Vito (violino).
Nel 1927 si trasferisce a Pesaro per iniziativa di Amilcare Zanella che volle Gervasio con sé al 'Rossini' di Pesaro, nella sua classe di composizione, affidandolo a Chiti per il completamento degli studi di violino. Gervasio si diploma in violino nel 1929 e continua gli studi di composizione con Zanella fino al 1931, anno in cui si trasferisce a Firenze completando gli studi nel Conservatorio 'Cherubini' con Vito Frazzi.
Dopo il diploma,  conseguito nel 1933, frequenta il Corso di perfezionamento con Ottorino Respighi al Conservatorio di Santa Cecilia a Roma, ottenendo nel 1936 il premio come migliore allievo del corso. A Santa Cecilia Gervasio segue anche, nello stesso periodo, il Corso di avviamento alla Musica per riproduzione (cinematografia, grammofonia, radiofonia) tenuto da Ernesto Cauda.

## Le sigle musicali
Dopo il diploma Gervasio si dedica prevalentemente all'arte applicata lavorando per la radio, il teatro, il cinema e poi la televisione: dalle musiche di scena per spettacoli di prosa (Francesca da Rimini, Faust, Il mercante di Venezia), alla 'Terze pagine radiofoniche' su testi di Edoardo Anton, tra cui spicca la 'Ballata italiana' (1951) diretta da Franco Ferrara, alle Sigle per produzioni cinematografiche e trasmissioni radiofoniche e televisive (il cinegiornale Settimana Incom, Voci dal Mondo diventata poi per decenni la sigla del GR2, fino alla famosa sigla di Carosello), ai balletti (Viaggio di nozze, 1958 per la Compagnia del Balletto Italiano diretta da Ugo Dell'Ara), allo spettacolo son et lumière 'Romani de Roma' (1958). 

Raffaele Gervasio con Franco Ferrara durante un'incisione

## Carosello Napoletano
Particolare rilievo assume il Carosello napoletano, grande spettacolo teatrale prodotto nel 1950 per la regia di Ettore Giannini e rappresentato in tutto il mondo, per il quale venne attribuita a Gervasio la maschera d'argento per la musica.
Nel 1954, a seguito del grande successo dello spettacolo teatrale, Carosello napoletano fu trasportato sugli schermi dalla Lux Film. Le musiche del film, oltre un terzo delle quali sono originali, furono dirette da Fernando Previtali.
Ulteriore testimonianza dell'interesse di Gervasio per la rielaborazione del patrimonio musicale popolare è costituita dall'album discografico 'I Canti che hanno fatto l'Italia' prodotto da RCA in occasione delle celebrazioni di 'Italia 61', diretto da Franco Ferrara e interpretato da Del Monaco, Zeani, Rossi Lemeni, Tuccari, Fioravanti. Questo lavoro fu scelto dalla RAI per la inaugurazione del 2° canale televisivo (4 novembre 1961).
Dal 1940 al 1960 Gervasio è Direttore musicale della INCOM – Industrie cortometraggi. Gervasio riprende, nella seconda metà degli anni Cinquanta, il suo impegno musicale e, dal 1961 si dedica esclusivamente alla musica pura, lasciando un'ampia produzione di musica sinfonica e cameristica.

## Il Conservatorio
Nel 1967 su richiesta dell'amico Nino Rota, Gervasio assume la Cattedra di Composizione nel Conservatorio Niccolò Piccinni di Bari e nel 1969 passa alla Direzione del nuovo Conservatorio Egidio Romualdo Duni di Matera. Nel 1977 torna alla Cattedra di Composizione a Bari, che lascia definitivamente nel 1980. Conclusa l’attività di direzione e di insegnamento si dedica esclusivamente alla musica, componendo numerose opere di musica da camera e orchestrale.
Nel 1978 viene eletto Accademico di Santa Cecilia.